# Ricania caliginosa
Ricania caliginosa är en insektsart som beskrevs av Walker 1870. Ricania caliginosa ingår i släktet Ricania och familjen Ricaniidae. Inga underarter finns listade i Catalogue of Life.